# Jean-Laurent Le Cerf de La Viéville
Pour les articles homonymes, voir Cerf (homonymie).
Jean-Laurent Le Cerf de La Viéville, seigneur de Fresneuse, né en 1674 à Rouen où il est mort le 9 novembre 1707, est un magistrat et musicographe français.

## Biographie
Le Cerf de La Viéville entra dans la magistrature et devint garde des sceaux du Parlement de Normandie.

## Œuvres
Il est l’auteur de quelques écrits de polémique sur des questions musicales, historiques et littéraires. Ce sont :
- Comparaison de la musique italienne et de la musique française, où, en examinant en détail les avantages des spectacles et le mérite des deux nations, on montre quelles sont les vraies beautés de la musique ; Bruxelles, 1704 et 1705[1], in-12, deux parties, contenant :
  - la première, une Réfutation du Parallèle des Italiens et des Français, publié en 1702 par l'abbé Raguenet,
  - la seconde, un Recueil de vers chantants et trois nouveaux Dialogues, dans lesquels sont renfermés une histoire de la musique et des opéras ; une Vie de Lully ; une Réfutation du Traité de Perrault sur la musique des anciens, et un Traité du bon goût en musique[2] ;
- L’Art de décrier ce que l'on n'entend pas, ou le Médecin musicien ; Bruxelles (i.e. Rouen), 1706, in-12, satire dirigée contre le médecin Andry, qui avait critiqué l'auteur dans le Journal des savants ;
- Dissertation dans laquelle on prouve qu’Alexandre le Grand n’est pas mort empoisonné ;
- Remarques sur Ausone et sur Catulle dans les Mémoires de Trévoux de septembre et d'octobre 1708.

Son frère, moine bibliographe, Jean-Philippe Le Cerf de la Viéville, lui a consacré une notice.